# フィリップ・ド・ブルゴーニュ (1389-1415)

ヌヴェール伯フィリップの紋章

フィリップ・ド・ブルゴーニュ（Philippe de Bourgogne, 1389年12月 - 1415年10月25日）は、ブルゴーニュ公フィリップ・ル・アルディとその妻のフランドル女伯マルグリット3世の間の末息子。ヌヴェール伯（在位：1405年 - 1415年）およびルテル伯（在位：1407年 - 1415年）。ヌヴェール伯としては「フィリップ2世（Philippe II de Nevers）」と数えられる。

## 生涯
ブルゴーニュ公爵夫妻の第9子、五男として生まれた。長兄ジャン・サン・プールはブルゴーニュ公、次兄アントワーヌはブラバント公、長姉マルグリットはバイエルン公ヴィルヘルム2世の妻、次姉カトリーヌはオーストリア公レオポルト4世の妻、三姉マリーはサヴォイア伯アメデオ8世（対立教皇フェリクス5世）の妻である。
1404年に父が死ぬと、翌1405年4月にアラスで2人の兄と相続協定を結び、分封領としてヌヴェール伯領を分与された。1407年1月、次兄アントワーヌがブラバント公位に就いたことに伴う相続協定の修正により、アントワーヌからルテル伯領をも譲られた。
フィリップは百年戦争中に勃発したアルマニャック・ブルギニョン内戦において長兄ジャン・サン・プールを支持したものの、イングランド王ヘンリー5世と同盟することはせず、1415年のアジャンクールの戦いに次兄アントワーヌと一緒にフランス軍側で参戦し、戦死した。

## 子女
1409年4月9日、ベッドフォード伯・ソワソン伯・クシー領主アンゲラン7世の娘イザベル（1411年没）と結婚した。間に2人の子女をもうけるが、いずれも夭折した。
- フィリップ（1410年 - 1415年）
- マルグリット（1411年生、夭折）

1413年6月20日、ウー伯フィリップの娘ボンヌ・ダルトワと再婚し、2人の息子をもうけた。
- シャルル（1414年 - 1464年） - ヌヴェール伯、ルテル伯
- ジャン（1415年 - 1491年） - エタンプ伯、ヌヴェール伯、ルテル伯